# ビワハヤヒデ
 ビワハヤヒデ（欧字名:Biwa Hayahide、1990年3月10日 - 2020年7月21日）は、日本の競走馬、種牡馬。
1992年に中央競馬でデビューし、早くから頭角を現す。翌1993年のクラシック三冠路線ではナリタタイシン、ウイニングチケットと共に、それぞれの頭文字から「BNW」と呼ばれたライバル関係を築き、ビワハヤヒデは三冠のうち最終戦の菊花賞を制した。1994年には古馬（5歳以上馬）最強馬として確固たる地位を築き、天皇賞（春）、宝塚記念を優勝。同年、半弟（異父弟）のナリタブライアンがクラシック戦線で圧倒的な強さを見せ、年末の有馬記念での兄弟対決に期待が寄せられたが、天皇賞（秋）でビワハヤヒデが故障、引退したことにより実現せず終わった。通算16戦10勝。デビュー以来の15戦連続連対（2着以内）はシンザンに次ぐ中央競馬史上第2位の記録である。1993年度JRA年度代表馬および最優秀4歳牡馬、1994年度同最優秀5歳以上牡馬。

## 生涯

### 生い立ち
本馬の母・パシフィカスは1990年にイギリスのニューマーケットで開催されたセリ市において、日本から参加していた早田光一郎に3万1千ギニー（約560万円）で落札された。当時無名の種牡馬シャルードの仔を受胎した状態で、日本への移動後は早田が経営する早田牧場新冠支場（北海道新冠町）へ運ばれ、出産を迎える予定だった。しかし、バブル景気の好況で欧米から続々と繁殖馬が輸入されていたことで検疫許可が大きくずれ込み、成田空港到着時には出産予定日が間近に迫っていた。パシフィカスは急遽福島県の早田牧場本場に運ばれ、3月10日、イギリスからの持込馬として後のビワハヤヒデを出産。こうした経緯からビワハヤヒデは戦後の競走馬としては数少ない福島県産馬となった。生後すぐに新冠支場に移動した。
生後1カ月の頃、馬選びの代理人業を行っていた日西牧場社長・高山裕基に見初められ、高山が勧めた馬主の中島勇に購買された。同年秋に中島から馬の検分を依頼された後の管理調教師・浜田光正は、当時の印象について「まだ身体ができてない感じだった。体型的にも頭が大きくて、脚も太かった。規格から外れた感じだよね。ただ血統が良かったから。肌にノーザンダンサーというのはなかなかいない。だからビワハヤヒデの体型的なものは、それほど気にしなかった」と語っている。しかし2歳の秋に牧場の牧柵に激突し、右前肢ヒザ下の管骨付近の皮を10cmほど木でえぐる事故を起こす。浜田によるとビワハヤヒデの脚には10円玉ほどの大きさの傷がつき、幸いにも傷が中筋まで1cmを残して到達していなかったため大事には至らなかったが、わずかでも事故の箇所がずれて腱を損傷していたら競走生命を絶たれていたほどの怪我であったという。この怪我で負った傷跡は後々まで残ったが、浜田は間一髪のところで競走生命を失わずに助かったことで、ビワハヤヒデが強運な馬だと思ったと振り返っている。
競走年齢の3歳に達した1992年4月1日、同じ早田牧場が所有するビワミサキとともに、滋賀県栗東トレーニングセンターの浜田厩舎に入る。競走名は中島が使用する冠名「ビワ」に、「速さに秀でる」との願いを込めた「ビワハヤヒデ」と命名された。入厩直後は、重賞優勝馬を兄に持つビワミサキの方に注目が集まっていた。デビュー前に当時小倉3歳ステークスを目標に調教されていた僚馬のビワミサキの調教相手に浜田はビワハヤヒデを抜擢し、浜田は「1秒は遅れるだろう」と見ていたが、ビワハヤヒデは半マイルからムチを50発以上受けながらもビワミサキに食らいつき、「えらい根性のある馬だなあ。こりゃ、デビュー戦が楽しみだ」と浜田を感心させた。

### 競走馬時代

#### 3歳（1992年）
当初は8月の小倉競馬場でのデビューが予定されていたが、体調を崩したことで9月13日の阪神競馬場で初戦を迎えた。浜田は熊沢重文に騎乗を依頼したが、同じ新馬戦でデビューするダンシングサーパスへの騎乗を理由に断られたため、当時デビュー5年目の岸滋彦を鞍上に迎えた。当日は2番人気に推されると、2着に大差（10馬身以上）、タイムにして1秒7差をつけての圧勝を収めた。続くもみじステークスもレコードタイムで勝利を収めたが、このレース後に初代厩務員の豊沢正夫ががんにより亡くなり、代役として荷方末盛を厩務員に迎えた。次走に浜田は翌年の皐月賞を見据えて1800mの京都3歳ステークスに出走させようとしたが、「重賞を」という中島の要望を容れ、前2走から距離が200m短縮されるデイリー杯3歳ステークスに出走。浜田は「前半取り残されないか」と危惧したが、2着に2馬身弱をつけ、芝1400mの3歳レコードを一挙に1秒2短縮する1分21秒7のタイムで勝利した。レース後に岸は「まだ遊びながら走ってますよ」とコメントした。
12月13日、3歳牡馬ナンバーワン決定戦である朝日杯3歳ステークスに出走。ビワハヤヒデは競馬マスコミから「オグリキャップ、メジロマックイーンの再来」と書き立てられ、当日は単勝オッズ1.3倍、2番人気のニホンピロスコアーが8.5倍という圧倒的な1番人気に支持された。レースでは道中中団から最終コーナーにかけて進出したが、直線ほぼ並ぶ形で抜け出したエルウェーウィンにハナ差競り負け、2着と敗れた。デビュー後初となる黒星を喫したが、エルウェーウィン鞍上の南井克巳は、「1馬身以上は抜け出す手応えだったのに、ハナ差勝ちとは…。ビワハヤヒデは相当に強い馬です」とコメントした。岸はエルウェーウィンの主戦騎手も務めており、ビワハヤヒデの鞍上を選んだことで南井に乗り替わっていた。最優秀3歳牡馬のタイトルもエルウェーウィンが受賞したが、当時の規定では外国産馬であるエルウェーウィンに翌年のクラシック競走への出走権はなかったため、クラシック路線に向けての最有力馬という評価は確かなものであった。

#### 4歳（1993年）

##### 騎手交替
4歳となった翌1993年初戦には、東京優駿（日本ダービー）を見越して同場開催の共同通信杯4歳ステークスに出走。単勝オッズは再び1.3倍の本命となったが、先行したマイネルリマークを捉えきれず、前走に続いてハナ差で敗れた。調整途上での惜敗でもあったため浜田はこの敗戦を大きく捉えることはなかったが、馬主の中島は不満を抱き、騎手の交替を要求。浜田は中島と3度話し合いを行い、岸の責任ではないと留保を求めたが、中島の騎手交代に対する意志が堅いと感じると、栗東の厩舎の応接間で岸を呼び、自ら今回の事情と中島の意向を伝えた。このような形で納得を得たところで、岸はビワハヤヒデの主戦騎手から降板することになった。岸は共同通信杯の敗戦と降板について、「完全に油断負けです。相手をナメてはいけないということを、ビワハヤヒデから教わりました。クラシックでの乗り方などもいろいろ考えていたのですが、（このレースで）負けたのだから、降ろされることは覚悟していました」と述懐している。
浜田は新たな騎手として「天才」と称されていた武豊を推薦したものの、中島は「武君もキャリアが浅いから危ない」とこの提案を退け、「ベテランの騎手」を要望した。そんな中で、中島が「世界の競馬に進出しているし、東京・中山共にコースを熟知している」ということで、関東のトップジョッキーである岡部幸雄を新たな鞍上に希望した。しかし、この時浜田・中島ともに岡部との面識が無く、最初の交渉では代理人を介して騎乗を依頼したものの、岡部側から面識がないことを理由に断られたため以降の依頼は難航した。この事実が明るみに出た際には関西のマスコミやファンの間から「なにも関東の騎手にそこまでして頼まなくてもいいのではないか」という不満の声も上がった。しかし中島が粘り強く直接依頼を続けた結果、岡部は「三顧の礼」に応える形でビワハヤヒデへの騎乗を承諾した。しかしながら、当時の岡部はビワハヤヒデに対して「早熟のマイラーではないか」という印象を抱いており、またクラシック戦線においては朝日杯5着のニホンピロスコアーに期待を寄せていたことから、この時点での騎乗は「一度乗って感触を確認する」というものに過ぎなかった。
岡部との初コンビとなった若葉ステークス（皐月賞トライアル）は8頭立ての少頭数での競馬となり、ビワハヤヒデは鞍上強化が乗じて単勝オッズ1.3倍の1番人気に支持された。道中は3番手に位置し、4コーナー手前でレースを引っ張ったケントニーオーに並びかけ、直線に入って先頭に立つと、岡部が鞭を振るうことなく2着に2馬身差をつけ楽勝。レース後に岡部は後続馬を寄せ付けなかった結果について、「もう少し厳しいレースをさせたかったんだが…」とコメントしたが、この後岡部の他の有力騎乗馬が相次いで故障したため、コンビを継続することが決定した。

##### 春二冠の惜敗
クラシック初戦・皐月賞（4月18日）では、前哨戦の弥生賞を制したウイニングチケット（柴田政人騎乗）に次ぐ2番人気（単勝オッズ3.5倍）に支持された。レースでは先行集団を見る形で6番手につけて道中を進み、最終コーナーで2番手まで進出。最後の直線では伸びきれないウイニングチケットを尻目に半ばで抜け出したが、後方から両馬の動きを窺っていたナリタタイシン（武豊騎乗）が大外から一気に追い込み、ビワハヤヒデはゴール直前でナリタタイシンにクビ差かわされ2着に敗れた。ウイニングチケットは5着で入線したが、3着で入線したガレオンが降着となったため、繰り上がりでの4着となった。
岡部は競走後のインタビューで「相手の馬が強かった。しょうがない。ただ、直線でもう少し馬体が合っていたら、結果は違っていたかも……。馬が正直に走りすぎて2000メートル以上走っているよ」などと敗戦の弁を述べた。浜田は後にこの競走を振り返り、「あの瞬間はあっけにとられて、呆然としてしまいましたよ。坂上でウイニングを競り落としたところで、よし勝ったと。それが、手の中に入った瞬間、ポロッとこぼれ落ちちゃったんですからね。それにしても、こちらが乗ってもらおうと思って、結局やめてしまった武君にやられたんだから、皮肉なものですね」と語っている。皐月賞はビワハヤヒデとウイニングチケットの二強争いと見られていたが、これをナリタタイシンが勝利したため、「BNW」と称されたライバル関係が築かれることとなった。
5月30日のクラシック第2戦・日本ダービーでは、皐月賞で4着に敗れたウイニングチケットが前走に続き1番人気、次いでビワハヤヒデ、ナリタタイシンの人気順だったが、オッズはそれぞれ3.6倍、3.9倍、4.0倍と拮抗し、「三強対決」の様相を呈した。スタートが切られると3頭はそれぞれ中団から後方に位置。第3コーナーから最終コーナーにかけて、岡部・ビワハヤヒデは前へ進出しつつ荒れた状態の馬場内側を避け、外向きに進路を取った。しかし直後につけていた柴田・ウイニングチケットは、他馬が避けた内側の最短距離を通り、一気に先頭に立った。最後の直線でビワハヤヒデは逃げるウイニングチケットを追走し徐々に差を詰めたが、半馬身およばず皐月賞に続いての2着となった。3着には追い込んだナリタタイシンが入った。
岡部は競走後のインタビューで「4コーナーでウイニングチケットについていきたかったが、動けなかった。瞬発力の差だ。それに内ラチ沿いは荒れていて、入る自信がなかった。ビワの状態もよかったけど、パドックではウイニングが一番良く見えたし、（柴田は）自信があったから入れたんだろうね。直線ではよく差を詰めたけど、かわせるとは思えなかった」などと述べたが、「力は出し切れたと思うよ。勝った馬が強すぎたよ」とコメントし、ウイニングチケットとこれがダービー初勝利となった同期の柴田を称えた。浜田は馬場状態の良いところを通らせた岡部の判断に理解を示しつつ「それよりも大欅（注：第3コーナー手前）のあたりから4コーナーまでの、300メートルがレースを左右したと思いますよ。岡部君は大欅のところから馬を外に出したんですが、前にいたドージマムテキが急にバテて下がったため、せっかく外に行ったものを、また内に入らざるを得ないというロスがあったんです。あれが何にしても痛かった」と回顧している。
春の二冠はどちらも2着という結果について、浜田は「環境の変化による食欲減退が原因。決して力負けではない」とした。しかしビワハヤヒデは一部のマスコミから「勝負弱い」「距離の持たないマイラー」と書き立てられ、なかには岡部の手際が悪いと指摘したマスコミや、「ダート馬ではないか」と書き立てたマスコミもいた。

##### 菊花賞制覇 - 年度代表馬となる
日本ダービーの後、他の有力馬は夏の間の休養に入ったが、ビワハヤヒデは栗東に残り調教が続けられた。秋になって本格的な調教が始まるに当たり、浜田は切れ味に課題が残るビワハヤヒデに対し、ウイニングチケットやナリタタイシンに負けない瞬発力を身に付けさせようとハードトレーニングを行うことを決意。そこで浜田は、ビワハヤヒデが惜敗した皐月賞・東京優駿を前年無敗で優勝し、この年の5月に亡くなった戸山為夫の徹底した坂路調教で鍛えられたことで知られるミホノブルボンに倣い、従来の坂路2本を週6日というスケジュールを水・金・日曜日は3本に増やすというものに変更した。当初ビワハヤヒデは苦しがる様子を見せ、3本追いの3本目には馬場入りを嫌がり動かなくなってしまうこともあったものの、やがて調教タイムが如実に向上するなど成果が現れていった。結果的にこのハードトレーニングが功を奏し、ビワハヤヒデはがっしりとした馬体に成長した。その一方で、ビワハヤヒデは物音に対して臆病な面があったことから耳覆いのついた赤いメンコ（覆面）を着用していたが、浜田と岡部の話し合いによって「外部との接触を多く持たせることによって、勝負に敏感に反応させようという狙い」から外されることが決まり、耳の部分に徐々に穴を開けていき、2週間で完全に取り外された。
デビュー以来初めて素顔での出走となった秋初戦・神戸新聞杯（菊花賞トライアル）では、ナリタタイシン、ウイニングチケットが出走しなかったため、単勝オッズ1.6倍で1番人気に支持された。レースは好スタートを切って先頭に立ったネーハイシーザーの2番手後ろにつけ、直線に入ると岡部の鞭に好反応を見せて残り150m地点でネーハイシーザーを交わし、同馬に1馬身半差をつけて勝利した。
11月7日に迎えた三冠最終戦の菊花賞では、春の「三強」のうちナリタタイシンが前哨戦を前に発症した肺出血の影響から不調で、京都新聞杯を勝ってここに臨んだウイニングチケットとビワハヤヒデの一騎討ちと見られた。当日は初めてウイニングチケットを抑えての1番人気に支持される。レースでは道中は3番手を進み、第3コーナーを回った辺りから前方への進出を開始し、4コーナーから最後の直線に入ったところで先頭に立つと、そのまま加速して後続を突き放し、2着のステージチャンプに5馬身差をつけて優勝。クラシック最後の一冠を獲得した。走破タイム3分4秒7は前年の勝ち馬ライスシャワーが記録した芝3000メートルの日本レコードを0秒2更新し、上がりタイムの34秒5は当時の菊花賞史上最速の数値だった。ビワハヤヒデと共に、浜田・中島もこれがGI競走初制覇であった。浜田は後にこの菊花賞について、ビワハヤヒデが1番人気に支持されていることを聞いた時点で「勝てる」と確信したといい、「涙は出ませんでした。とにかくうれしかった。やるべきことはすべてやって、その結果が出たわけですから」と振り返っている。
年末にはグランプリ競走・有馬記念にファン投票第1位に選出されて出走。8頭のGI優勝馬が揃ったなか、ビワハヤヒデは初めての古馬（5歳以上馬）との対戦ながら1番人気に支持された。レースでは菊花賞と同様に最後の直線入口で先頭に立ったが、前年の有馬記念から1年ぶりの出走であったトウカイテイオー（田原成貴騎乗）に残り200メートル付近でかわされ、半馬身差の2着となった。岡部はトウカイテイオーの前年のシーズンにおいて主戦騎手を務めており、振った馬に敗れる結果となったことについて「自分の思い通りの競馬ができたし、勝ちパターンに持ちこめたが、直線で横を見たらトウカイテイオーが凄い手応えで並んできた。テイオーに負けたのは仕方ない。来年はお返ししないと」と語った。浜田は後に有馬記念を振り返った際、「まいったよ。田原騎手にうまく乗られた。馬がどうのこうのとかいうのじゃない。ハヤヒデの通ったところを抜けてこられたんだ。ビワハヤヒデの後ろを行けば、前が開くのはわかってたからね」とトウカイテイオーと田原を称えつつも、2着に敗れたことについて、「相手関係から勝てると思った」と自信を持っていたもののその相手を絞り切れなかったこと、また関東遠征のレースになると突き放す爆発力がなくなるというビワハヤヒデの内面的な点を敗因に挙げた。
翌1月に発表された当年のJRA賞表彰では、菊花賞のタイトルに加えてGI競走における3度の2着という安定した成績が評価され、安田記念、天皇賞（秋）を制したヤマニンゼファーを抑えての年度代表馬に選出された。一方、この結果には「この程度の成績で年度代表馬か」という旨の批判的な意見もあった。なお、最優秀3歳牡馬には朝日杯3歳ステークスに優勝した半弟のナリタブライアンが選出された。

#### 5歳（1994年）

##### 一強化と半弟ナリタブライアンの台頭

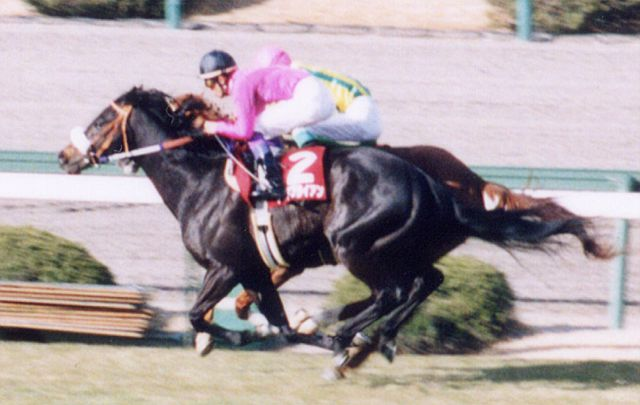
ナリタブライアン

翌1994年は2月の京都記念から始動し、過去最高の負担重量となる59kg、初めて経験する稍重馬場といった懸念を払拭し、2着に7馬身差をつけて圧勝。京都記念の翌日には半弟のナリタブライアンが共同通信杯4歳ステークスを勝利し、兄弟で連日の重賞制覇を達成した。
次走の天皇賞（春）では、ウイニングチケットが休養中、トウカイテイオーと前年度優勝馬のライスシャワーが回避し、出走馬の層が薄くなった中で単勝オッズ1.3倍と圧倒的な1番人気に支持された。レースではスローペースに堪えきれず掛かる様子を見せながらも最後の直前で抜け出し、2番人気のナリタタイシンの追い込みを待ってからスパートを掛けるという余裕を見せ、同馬に1馬身余りの差を付け優勝。GI2勝目を挙げた。この前週にナリタブライアンが皐月賞をレコードタイムで制していたため、民放のテレビ実況を行った杉本清はゴール前で「兄貴も強い、兄貴も強い、弟ブライアンについで兄貴も強い」と伝えた。これについて杉本は「気の早いマスコミは『三冠か』などと騒ぎ出してなんとなく弟一色に傾いていたので、『いや、兄貴も強いんだぞ』という気持ちが出ました」と述べている。
続く春のグランプリ・宝塚記念では前走の顔触れからナリタタイシンも抜け、GI勝ち馬が本馬とベガの2頭のみとなり、浜田が「どれが相手だか分からないようなメンバー」と回顧するほど出走馬が手薄になったレースで、2着アイルトンシンボリに5馬身差、2分11秒2という芝2200メートルの日本レコードタイムで優勝した。この2週間前に行われた日本ダービーではナリタブライアンが2着に5馬身差をつけて圧勝し、競走後に兄弟対決について水を向けられると「今のビワハヤヒデなら何とかなるんじゃないか……。いや、これ以上は勘弁してくれよ」と語った。
夏は前年と同様に栗東で過ごしたが、当年は記録的な猛暑となり、馬房の前に氷を吊すなどの暑さ対策が施された。そうした中、浜田がビワハヤヒデの秋の予定についてオールカマーから天皇賞（秋）、有馬記念という路線を進むことを発表。当時欧米やオセアニアから数々の強豪を招いていた国際競走のジャパンカップを回避することについて、「昨年の有馬記念では口惜しい思いをしました。また、ともに順調にいけば、有馬記念でナリタブライアンとぶつかることになるでしょう。だから是非、有馬記念をこの秋のピークに持っていけるようにしたい。（中略）最近の傾向を見ていると、ジャパンカップと有馬記念という2つのレースをともに万全の体調で迎えることは非常に難しいように思うんです」と説明した。
しかしこの決定は、特に天皇賞出走について一部に「勝負付けの済んだ相手と走り、未知の強豪から逃げている」という旨の批判を招き、作家の石川好は日本中央競馬会の広報誌『優駿』に「日本最強馬の動向」と題した抗議文を特別寄稿した。また、同誌で国際欄を担当していた石川ワタルは、ジャパンカップへの展望記事でこの回避を「退散」と表現し、後に「今はもうそんなことは思っていない」としながら、当時は「日本最大のレース・ジャパンカップをあえて逃げるなんて、そんな及び腰では、そのうち良くないことが起こるだろう。勝負の世界では、弱気になったら負けなんだ」と感じたとしている。一方、こうした出来事を受けて同誌が「有力馬のGI回避説」について読者からの意見を募集すると、回避に賛成する意見が48%、そもそもファンに口出しする権利はないとする意見が25%、回避に反対する意見が22%であった。浜田は後にジャパンカップ回避は中島の意向だったと明かし、「（天皇賞は）昔の賞典競走だから。昔の人間にとっては、やっぱり天皇賞は大きいよ」と述べている。

##### 故障 - 引退
秋緒戦のオールカマーではウイニングチケットと有馬記念以来の対戦となったが、同馬に1馬身3/4差をつけて勝利。しかし浜田が「478kg、悪くても476kgで走らせるつもりだった」という馬体重は470kgと細化しており、競走後の岡部の表情も沈んだものだった。天皇賞に向けての調教過程においても体重は戻らず、10月30日の天皇賞当日も前走と同じ馬体重で出走した。当日は単勝オッズ1.5倍の1番人気に支持され、スタートが切られるといつも通り先行したが、最終コーナーから最後の直線にかけて一度も先頭に立つことなく、ネーハイシーザーの5着に敗退し、掲示板には入ったものの生涯で初めて連対を外す結果となった。さらにコースから引き上げる最中に岡部が下馬し、馬運車に乗せられて退場した。競走後に左前脚に屈腱炎を発症していることが判明、全治1年以上と診断された。岡部は「パドックで跨った瞬間、いつもと違うと感じた」といい、「道中は脚の異常は感じなかったが、反応がすごく悪かった。ボキッといかなかっただけよかったよ」と回顧し、浜田は「ハヤヒデは鋼鉄ではできていない、とは言ってたけど、やっぱり馬は馬か。これで"ハヤヒデ神話"は終わったわ」と語った。
競走から3日後の11月2日、同じく天皇賞で屈腱炎を発症したウイニングチケットに続く形で、浜田からビワハヤヒデの引退が発表された。これにより有馬記念で期待されたナリタブライアンとの兄弟対決も実現せず終わった。この天皇賞から一週間後に行われた菊花賞で、ナリタブライアンは2着に7馬身差をつける圧勝で1984年のシンボリルドルフ以来史上5頭目となるクラシック三冠制覇を達成。実況を行った杉本清は最後の直線でナリタブライアンが先頭に立つと「弟は大丈夫だ」という言葉を数回挿みながらその模様を伝えた。
翌1月には春のGI2勝が評価され、JRA賞最優秀5歳以上牡馬に選出された。16日には京都競馬場で引退式が執り行われ、菊花賞のゼッケン「7」を着けファンに競走生活最後の姿を見せた。なお、引退式の翌日に兵庫県南部地震（阪神・淡路大震災）が発生し、一週間後の1月23日には父・シャルードが腸捻転により亡くなった。

### 競走馬引退後
競走馬引退後は中島の個人所有で、幼駒のビワハヤヒデを中島に勧めた高山裕基が経営する日西牧場で種牡馬となった。「馬に負担を掛けたくない」という中島の意向で交配頭数を抑える方針をとったが、それでも3年目まで66、54、60と数を集め、相手の全体的な質では後に種牡馬入りしたナリタブライアンに劣ったものの、早田牧場の馬を中心に一級の繁殖牝馬とも交配された。初年度産駒の育成が進むに連れ、馬産地では「ビワハヤヒデの仔は走る」と評判が立ち、4年目の交配相手は70頭とさらに増加したが、1998年よりデビューした産駒から、中央競馬の重賞勝利馬は出なかった。主な産駒には、日経新春杯2着、京都競馬場・2400mのコースレコードを樹立したサンエムエックスなどがいる。
2003年以降は産駒がなく、2005年をもって種牡馬を引退。以後は日西牧場で功労馬として余生を過ごした。2010年7月25日にはウイニングチケットと共に函館競馬場に来場し、2頭共に開門直後からふれあいパドックに姿を見せ、昼休みにはパドックを周回してファンにお披露目された。
2019年9月16日に日西牧場の従業員が、ビワハヤヒデのたてがみが長さ約10センチ以上、幅約10センチにわたって何者かによって鋭利な刃物で切り取られた跡があることを発見した。同月15日には日高町のヴェルサイユファームでタイキシャトルとローズキングダム、18日には浦河町の観光宿泊施設「うらかわ優駿ビレッジAERU」でウイニングチケットが同様の被害に遭っており、今回の件で日西牧場社長の高山直樹は「1人悪ければ、みな悪く見えるものです」と述べ、今後の見学については一切断る方針を示した。
2020年7月21日未明、老衰のため、繋養先の日西牧場にて30歳で死亡。高山は「年だったので体力はなくなってきていた。夏は弱い馬で、今年はそんなに暑くないから大丈夫かなと思ったけど、うまくいかなかった」と言葉を寄せている。

## 競走成績
以下の内容は、netkeiba.comの情報に基づく。
| 競走日     | 競馬場 | 競走名         | 格   | 距離（馬場）  | 頭 数 | 枠 番 | 馬 番 | オッズ （人気） | 着順 | タイム （上がり3F） | 着差 | 騎手      | 斤量 [kg] | 1着馬（2着馬）         | 馬体重 [kg] |
| ---------- | ------ | -------------- | ---- | ------------- | ----- | ----- | ----- | --------------- | ---- | ------------------- | ---- | --------- | --------- | ---------------------- | ----------- |
| 1992.09.13 | 阪神   | 3歳新馬        |      | 芝1600m（良） | 14    | 3     | 4     | 006.90（2人）   | 01着 | R1:38.3（47.9）     | -1.7 | 0岸滋彦   | 53        | （テイエムシンザン）   | 488         |
| 0000.10.20 | 京都   | もみじS        | OP   | 芝1600m（良） | 10    | 7     | 8     | 002.30（1人）   | 01着 | R1:34.3（47.5）     | -0.2 | 0岸滋彦   | 53        | （シルクムーンライト） | 484         |
| 0000.11.07 | 京都   | デイリー杯3歳S | GII  | 芝1400m（良） | 9     | 8     | 8     | 001.70（1人）   | 01着 | R1:21.7（46.5）     | -0.3 | 0岸滋彦   | 54        | （テイエムハリケーン） | 476         |
| 0000.12.13 | 中山   | 朝日杯3歳S     | GI   | 芝1600m（良） | 12    | 6     | 7     | 001.30（1人）   | 02着 | R1:35.5（35.5）     | -0.0 | 0岸滋彦   | 54        | エルウェーウィン       | 478         |
| 1993.02.14 | 東京   | 共同通信杯4歳S | GIII | 芝1800m（良） | 9     | 1     | 1     | 001.30（1人）   | 02着 | R1:48.7（34.9）     | -0.0 | 0岸滋彦   | 57        | マイネルリマーク       | 484         |
| 0000.03.20 | 中山   | 若葉S          | OP   | 芝2000m（良） | 8     | 8     | 8     | 001.30（1人）   | 01着 | R2:00.9（35.7）     | -0.3 | 0岡部幸雄 | 56        | （ケントニーオー）     | 482         |
| 0000.04.18 | 中山   | 皐月賞         | GI   | 芝2000m（良） | 18    | 8     | 18    | 003.50（2人）   | 02着 | R2.00.3（35.4）     | -0.1 | 0岡部幸雄 | 57        | ナリタタイシン         | 478         |
| 0000.05.30 | 東京   | 東京優駿       | GI   | 芝2400m（良） | 18    | 4     | 7     | 003.90（2人）   | 02着 | R2.25.6（36.3）     | -0.1 | 0岡部幸雄 | 57        | ウイニングチケット     | 474         |
| 0000.09.26 | 阪神   | 神戸新聞杯     | GII  | 芝2000m（良） | 9     | 1     | 1     | 001.60（1人）   | 01着 | R2:02.9（35.0）     | -0.2 | 0岡部幸雄 | 56        | （ネーハイシーザー）   | 478         |
| 0000.11.07 | 京都   | 菊花賞         | GI   | 芝3000m（良） | 18    | 4     | 7     | 002.40（1人）   | 01着 | R3:04.7（34.5）     | -0.9 | 0岡部幸雄 | 57        | （ステージチャンプ）   | 480         |
| 0000.12.26 | 中山   | 有馬記念       | GI   | 芝2500m（良） | 14    | 8     | 13    | 003.00（1人）   | 02着 | R2:31.0（35.3）     | -0.1 | 0岡部幸雄 | 55        | トウカイテイオー       | 482         |
| 1994.02.13 | 阪神   | 京都記念       | GII  | 芝2200m（稍） | 10    | 6     | 6     | 001.20（1人）   | 01着 | R2:16.8（37.0）     | -1.1 | 0岡部幸雄 | 59        | （ルーブルアクト）     | 478         |
| 0000.04.24 | 阪神   | 天皇賞（春）   | GI   | 芝3200m（稍） | 11    | 8     | 11    | 001.30（1人）   | 01着 | R3:22.6（36.5）     | -0.2 | 0岡部幸雄 | 58        | （ナリタタイシン）     | 476         |
| 0000.06.12 | 阪神   | 宝塚記念       | GI   | 芝2200m（良） | 14    | 8     | 13    | 001.20（1人）   | 01着 | R2:11.2（35.0）     | -0.8 | 0岡部幸雄 | 56        | （アイルトンシンボリ） | 474         |
| 0000.09.18 | 中山   | オールカマー   | GIII | 芝2200m（重） | 8     | 8     | 8     | 001.20（1人）   | 01着 | R2:14.5（35.4）     | -0.3 | 0岡部幸雄 | 57        | （ウイニングチケット） | 470         |
| 0000.10.30 | 東京   | 天皇賞（秋）   | GI   | 芝2000m（良） | 13    | 2     | 2     | 001.50（1人）   | 05着 | R1:59.1（35.1）     | -0.5 | 0岡部幸雄 | 58        | ネーハイシーザー       | 470         |

- タイム欄のRはレコード勝ちを示す。

## 主な産駒
- サンエムエックス（2001年日経新春杯2着・京都2400mレコードホルダー）
- テンエイウイング（2003年中山牝馬ステークス2着）
- シアトルリーダー（2004年阪神スプリングジャンプ2着）
- ジェーピーバトル（2006年せきれい賞（盛岡重賞））

## 特徴・評価

### 競走馬としての特徴・評価
デビューから引退まで一線で活躍し続け、短距離の1400mから長距離の3000mまで4度のレコード勝利を挙げた実績から「万能の名馬」（吉沢譲治）とも評されるが、岡部幸雄は「本質的には優れた中距離馬」であったと評している。ライターの山田康文は、ビワハヤヒデの「天賦の才」はスピードであり、長距離で活躍するために必要なスタミナは鍛錬によって後天的に備わったものであるとしている。岡部はビワハヤヒデが菊花賞を優勝した時点で、3歳時から使い詰めで2度レコード勝利を収めながらも、4歳になってクラシックを全て走り切ったビワハヤヒデの順調さは特筆ものであると評し、「数々のレースに出走し、激しい競馬を続けたにもかかわらず、この間、これといったアクシデントもなく、最後に念願のクラシックを手に入れた。こんな丈夫な馬は何千年に1頭あるかないかです」と述べている。山田雅人はビワハヤヒデが4歳秋にがっしりとした馬体に変貌し、神戸新聞杯・菊花賞を勝利したことについて、「この時（菊花賞）には春のひ弱さもなく、サラブレッドの一番充実した形の走りになっていた。重心の低さはタニノチカラを思わせ、身体の筋肉はテンポイントを思わせた」と評し、その成長力について「サラブレッドがひと夏を超してこれほど成長するのかと思い知らしめてくれた」と評している。
中央競馬史において、ビワハヤヒデは1988年の年度代表馬タマモクロスから始まり、オグリキャップ、メジロマックイーンと続いた「芦毛の王者」の系譜に連なるとされ、自身の引退により「芦毛の時代」が終わりを迎えたとされている。岡部は自身が騎乗した歴代の名馬との比較について、「中長距離では七冠馬シンボリルドルフに次ぐ存在か」との質問に対して「それぐらいに思ってる」と答え、有馬記念で敗れたトウカイテイオーとの上下について問われた際には、「テイオーは確かに強いときはビワ以上のものを感じた」としつつ、「コンスタントに走れるのはとにかく強み」としてビワハヤヒデを上位に挙げた。自身の騎手引退後に自著でビワハヤヒデの競走生活晩年を回顧した際には、「あの年に無理をさせず、十分な夏休みを与えていれば、天皇賞で故障することもなく、翌年はチャンピオンホースになれていたんじゃないかと確信している」と述べている。浜田はビワハヤヒデの性格について「厩舎では悠々と落ち着いているんですが、内面はデリケートで神経質なんです。そういう内弁慶なところがあった」と述べ、このような性格だったため関東での競馬には弱かったとしており、朝日杯・共同通信杯時はいずれも現地到着と同時に気持ちが萎縮してしまった状態での出走だったと明かしている。後に東京・中山でのGIで勝利できなかった理由についても「精神面での『弱さ』が残っていたから」と述べている。
他方、その存在感についてライターの谷川善久は「真のスターの座につけないまま競走馬生活を閉じ」「いつもレースの中心にいながら、決して物語の中心にはいなかった」と述べ、また須田鷹雄は「語るべき物語の無い馬」と評している。自身の作品にビワハヤヒデを数多く取り上げた競馬漫画家のよしだみほは「実績の割に評価が低くなってる気がする」と述べた上で、「ハヤヒデは結果的に勝ってたとかいうんじゃなくて、こいつは負けないだろうという雰囲気を漂わせつつ、本当に勝っちゃうんだから強い馬だったのは間違いないはず。そういうオーラをもってる馬って、あまりいないからね」と称えている。評論家の井崎脩五郎は「どんな状況でもよく頑張るというのが、ビワハヤヒデの特筆すべきところ」とした上で「堅実で、波瀾万丈でないぶん地味な印象を与えがちなビワハヤヒデは、ナリタブライアンが三冠を獲ったことによってなおいっそう、立ち位置が一歩下がってしまった感があるが、『15戦連続連対』はもっと大威張りしていい勲章なのだ」と賞している。

### ナリタブライアンとの比較
ナリタブライアンはクラシック三冠の序盤においてすでに同世代の競走馬を能力的に大きく凌ぐ存在として認識された。そのため1994年上半期の古馬中長距離路線において3戦3勝、GI2勝の成績を収めた兄ビワハヤヒデを最大のライバルとみなし、兄弟対決に期待するムードが高まっていった。浜田はビワハヤヒデが天皇賞（春）を優勝した時点で「弟があんな強い勝ち方（皐月賞）をするんだから兄の面目にかけても負けられない。年度代表馬の座を賭けることになるだろう」というコメントした。
両馬の比較について、早田光一郎はナリタブライアンが皐月賞を勝った時点でナリタブライアンの方が上と評価し、武豊はビワハヤヒデが天皇賞（春）を勝った直後に「現時点でもナリタブライアンのほうが上でしょう」とし、ビワハヤヒデが宝塚記念を勝った後にも「ナリタブライアンなら、もっとすごい勝ち方をしていたはず。現時点でもナリタブライアンの方が上。あの馬の強さはケタ違い」と語った。野平祐二は「中距離では互角、長距離では心身両面の柔軟性に優れるナリタブライアンにやや分がある」と述べ、血統評論家の久米裕は2頭について「血統構成上は甲乙つけがたい」としたうえで、1,600 - 2,000メートルではビワハヤヒデが有利、2,400メートルでは互角、3,000 - 3,200メートルではナリタブライアンが有利と述べている。評論家の大川慶次郎は、有馬記念における対決が実現していた場合の結果について、「ビワハヤヒデが有馬記念に出ていたら勝っていたんじゃないか」と推測している。
両馬の対決はビワハヤヒデが天皇賞（秋）を最後に引退したことで実現しなかったが、岡部は「兄弟対決になってもブライアンをねじ伏せられた可能性も低くはなかっただろう」と述べており、浜田は「相手は三冠馬。敬意を表すどころの存在ではないのですが、ハヤヒデの安定性をもってすれば、戦っても面白かったでしょうね」と述べている。

### 顔の大きさ
身体面の特徴では顔が大きいことがしばしば取り上げられ、チャームポイント、あるいは揶揄の対象となった。アナウンサーの杉本清はビワハヤヒデが初めてメンコを外した神戸新聞杯について「これには驚きました。何に驚いたって、デカい顔にです」と振り返り、顔立ちは男前だけど大きくて長い顔としながらも、当時仲間と「写真判定になったら得するのではないか」と言い合っていたことを明かしている。ライターの阿部珠樹は「岡部騎手を乗せたビワハヤヒデを見ると、騎手の胴体よりも馬の顔の方がはるかに大きく、長く、思わず笑わずにはいられなかった」としつつ、ビワハヤヒデに女性ファンが多かったことについて、「その顔がもたらすおっとりした雰囲気のせいもあっただろう」と述べている。一方、高山裕基は幼駒の頃のビワハヤヒデについて「黒目が大きくて、いかにも賢そうに感じた」と振り返り、「後にターフの人気者となってから、ハヤヒデは顔がデカイなどと言われたけれど、そんなことはない。白い分、大きく見える。それだけのことだと思う」と、顔が大きいという見方を否定している。
なお、浜田はかつて「顔の大きい馬は競走馬として駄目だ」という自説を述べたことがあり、その理由として「顔が大きいと頭が前に下がり、前脚の出方が不十分になり、姿勢が窮屈になり、フォームのバランスが崩れる」という論理を展開していた。しかし、後にこの体型がむしろ今のスピード競馬にあっていると評し、「肩も腰も全体のバランスも、すべて脚部に負担のかからない構造になっていて、それがこの馬体を作り上げている。だからこそ、どんな激しいレースをしても、どんな速いタイムで走っても、脚部を痛がったりしない」と自身の考えを改めている。大川慶次郎はビワハヤヒデを語る際にこの説を用いて、それでも高い競走能力を見せたことについて「たぶん、内蔵されているエンジンが他の馬とは違って、一級品なのだと思います。それで、あれだけの実績を挙げられたのだと思います」と述べている。競馬解説者・評論家の伊藤友康はビワハヤヒデの馬体について、三歳秋時点では顔や首の大きさも含めて「ズングリした馬」との印象だったが、「四歳秋には『こんな馬ではなかったはずだが…』と首をひねるほど、胴が伸び、体も柔らかくなった」との私見を述べ、当初短距離型の馬体であったものが、クラシック戦線をこなす中で成長・発展し、顔の大きさが気にならないものになったとの見解を示している。

## 血統

### 血統背景
父シャルードはビワハヤヒデの活躍を受けて日本に輸入されたが、他に目立った活躍馬を出すことはなかった。高山裕基は、ビワハヤヒデはシャルードよりも祖父カロの影響が強く出たのではないかとしている。4代父グレイソヴリンを祖に持つ「グレイソヴリン系」の種牡馬は「早熟な短～中距離馬の血統」という定評があったが、血統研究家の吉沢譲治は「その既成概念を新種牡馬で登場したトニービンと共に、180度くつがえしたのがビワハヤヒデだった」と評し、菊花賞以降の飛躍は母の父ノーザンダンサーの影響によるものではないかとしている。血統評論家の久米裕は、アスワン、アンバーシャダイ、ギャロップダイナ、ダイナガリバーといったノーザンテースト産駒が日本にノーザンダンサーの血を根付かせたという定説について、これらの馬は母方の血の効力によって能力を発揮した馬であり、父方のノーザンダンサーの血の生かし方が中途半端であったため、本当の意味で日本で初めてノーザンダンサーの血を生かした配合馬はビワハヤヒデであると述べている。

### 血統表
| ビワハヤヒデの血統                            | ビワハヤヒデの血統                        | ビワハヤヒデの血統       | （血統表の出典）         | （血統表の出典）   |
| 父系                                          | カロ系（フォルティノ系）                  | カロ系（フォルティノ系） | カロ系（フォルティノ系） | [ § 2 ]            |
| 父 *シャルード Sharrood 1983 芦毛 アメリカ    | 父の父Caro 1967 芦毛 アイルランド         | *フォルティノ Fortino    | Grey Sovereign           | Grey Sovereign     |
| 父 *シャルード Sharrood 1983 芦毛 アメリカ    | 父の父Caro 1967 芦毛 アイルランド         | *フォルティノ Fortino    | Ranavelo                 |                    |
| 父 *シャルード Sharrood 1983 芦毛 アメリカ    | 父の父Caro 1967 芦毛 アイルランド         | Chambord                 | Chamossaire              | Chamossaire        |
| 父 *シャルード Sharrood 1983 芦毛 アメリカ    | 父の父Caro 1967 芦毛 アイルランド         | Chambord                 | Life Hill                |                    |
| 父 *シャルード Sharrood 1983 芦毛 アメリカ    | 父の母Angel Island 1976 黒鹿毛 アメリカ   | Cougar                   | Tale of Two Cities       | Tale of Two Cities |
| 父 *シャルード Sharrood 1983 芦毛 アメリカ    | 父の母Angel Island 1976 黒鹿毛 アメリカ   | Cougar                   | Cindy Lou                |                    |
| 父 *シャルード Sharrood 1983 芦毛 アメリカ    | 父の母Angel Island 1976 黒鹿毛 アメリカ   | Who's to Know            | Fleet Nasrullah          | Fleet Nasrullah    |
| 父 *シャルード Sharrood 1983 芦毛 アメリカ    | 父の母Angel Island 1976 黒鹿毛 アメリカ   | Who's to Know            | Masked Lady              |                    |
| 母 *パシフィカス Pacificus 1981 鹿毛 アメリカ | 母の父Northern Dancer 1961 鹿毛 カナダ    | Nearctic                 | Nearco                   | Nearco             |
| 母 *パシフィカス Pacificus 1981 鹿毛 アメリカ | 母の父Northern Dancer 1961 鹿毛 カナダ    | Nearctic                 | Lady Angela              |                    |
| 母 *パシフィカス Pacificus 1981 鹿毛 アメリカ | 母の父Northern Dancer 1961 鹿毛 カナダ    | Natalma                  | Native Dancer            | Native Dancer      |
| 母 *パシフィカス Pacificus 1981 鹿毛 アメリカ | 母の父Northern Dancer 1961 鹿毛 カナダ    | Natalma                  | Almahmoud                |                    |
| 母 *パシフィカス Pacificus 1981 鹿毛 アメリカ | 母の母Pacific Princess 1973 鹿毛 アメリカ | Damascus                 | Sword Dancer             | Sword Dancer       |
| 母 *パシフィカス Pacificus 1981 鹿毛 アメリカ | 母の母Pacific Princess 1973 鹿毛 アメリカ | Damascus                 | Kerala                   |                    |
| 母 *パシフィカス Pacificus 1981 鹿毛 アメリカ | 母の母Pacific Princess 1973 鹿毛 アメリカ | Fiji                     | Acropolis                | Acropolis          |
| 母 *パシフィカス Pacificus 1981 鹿毛 アメリカ | 母の母Pacific Princess 1973 鹿毛 アメリカ | Fiji                     | Riffi                    |                    |
| 母系(F-No.)                                   | 13号族(FN:13-a)                           | 13号族(FN:13-a)          | 13号族(FN:13-a)          | [ § 3 ]            |
| 5代内の近親交配                               | Nasrullah 5×5（父内）                     | Nasrullah 5×5（父内）    | Nasrullah 5×5（父内）    | [ § 4 ]            |
| 出典                                          | 1. 2. 3. 4.                               | 1. 2. 3. 4.              | 1. 2. 3. 4.              | 1. 2. 3. 4.        |

### 近親
- 半弟 - ナリタブライアン（朝日杯3歳ステークス、皐月賞、東京優駿、菊花賞、有馬記念など）、ビワタケヒデ（ラジオたんぱ賞）
- 従妹 - ファレノプシス（桜花賞、秋華賞、エリザベス女王杯など）
- 従弟 - キズナ（東京優駿など）
- 祖母 - パシフィックプリンセス（デラウェアオークスなど）
- 大伯母 - スイートワヒネ（ヨークシャーオークスなど）
- 曾祖母 - フィジー（コロネーションステークス）